# Bandeira do Irão
A bandeira nacional da República Islâmica do Irã (em persa: پرچم ایران), também conhecida como tricolor (em persa: پرچم سه رنگ ایران), é uma bandeira tricolor com as cores pan-iranianas, compreendendo faixas horizontais iguais de verde, branco e vermelho com o emblema nacional ("Alá") em vermelho centrado na faixa branca e o takbir escrito 11 vezes cada na Escrita cúfica em branco, na parte inferior do verde e na parte superior da faixa vermelha.  Após a Revolução Iraniana de 1979, a bandeira atual foi adotada em 29 de julho de 1980.
Muitos exilados iranianos que se opõem ao governo iraniano também usam a bandeira tricolor da monarquia iraniana com o Leão e o Sol no centro ou a tricolor sem emblemas adicionais.

## Bandeiras históricas

### Bandeiras dinásticas anteriores à Dinastia Pahlavi

Reconstrução do "estandarte falcão" do Império Aquemênida
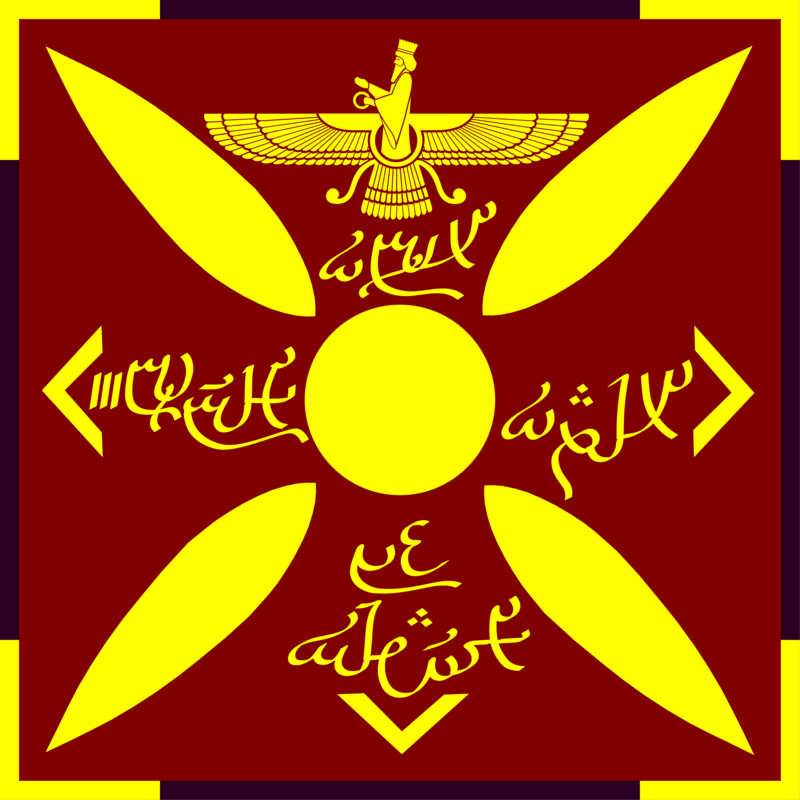
Bandeira do Império Sassânida (224-651).
Bandeira de Ismail I, de 1502 a 1524.
Bandeira de 1524 a 1736.
Bandeira do Império Safávida, de 1736 a 1747.
Bandeira da Dinastia Zand de 1750 a 1794.
Bandeira de Nadir Shah, de 1747 a 1796.
Bandeira de 1779 a 1848.
Bandeira da Pérsia, de 1848 a 1852.
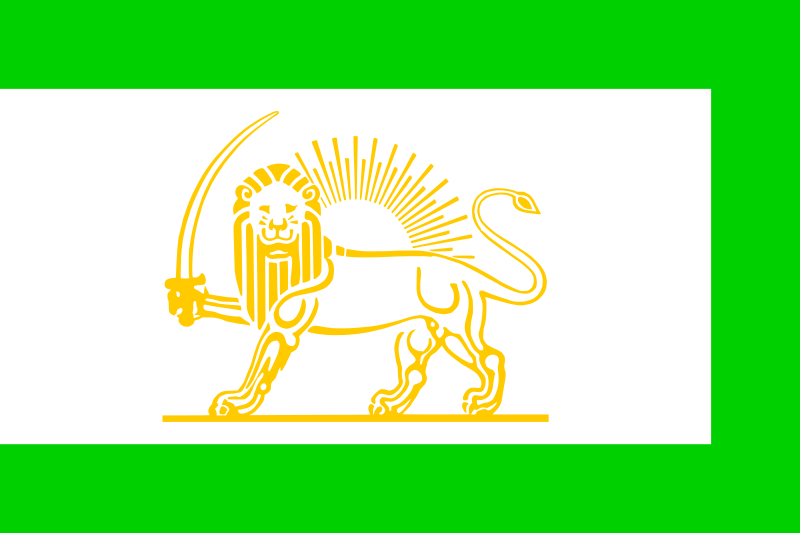
Bandeira da Pérsia, de 1852 a 1906.

### Bandeiras da Revolução Constitucional Iraniana

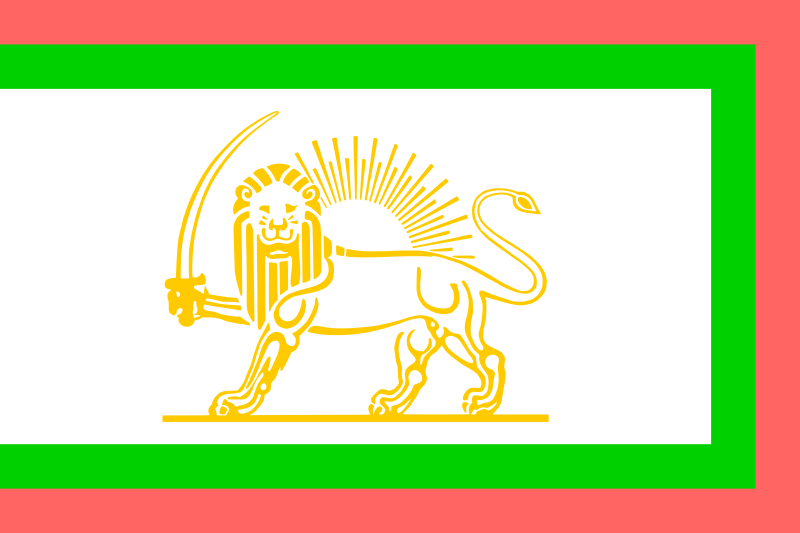
Bandeira do Estado em 1906.
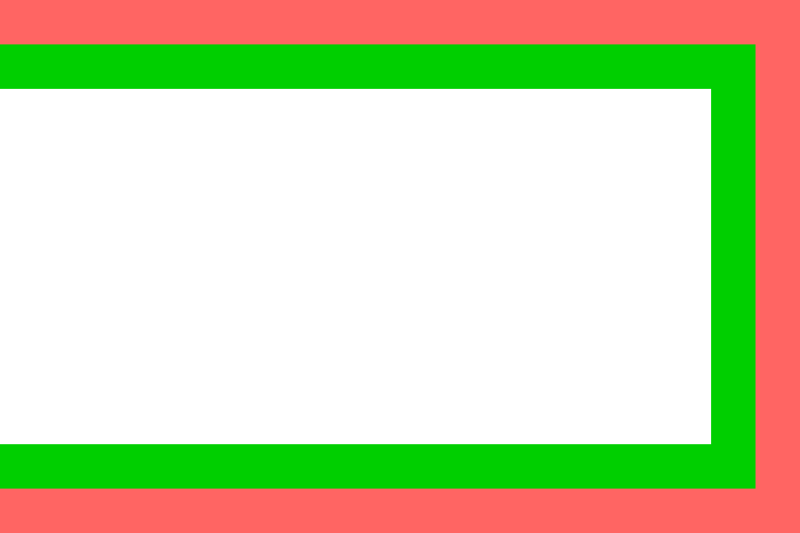
Bandeira civil de 1906 a 1910.
Bandeira do Estado de 1906 a 1925.
Bandeira civil de 1910 a 1925.

### Bandeiras no século XX
Depois da Revolução Islâmica liderada pelo aiatolá Ruhollah Khomeini, a bandeira foi reformulada: se eliminaram a faixa branca o símbolo do leão e o sol, sendo trocado por uma figura que representa quatro meia luas rodeando uma espada e que também representa tulipa vermelha. Assim mesmo, se colocou as faixas verde e vermelha, nas partes que limitam com a faixa branca, a frase Allah O Akbar (em árabe Deus é Grande) onze vezes em cada faixa, representando que foi o dia 22 do décimo primeiro mês (Bahman) quando o Xá Mohammed Reza Pahlavi uniu o país.

Bandeira da Dinastia Pahlavi e do Irã de 1907 a 1933, a bandeira era a mesma que a do Cajar
Bandeira da Dinastia Pahlavi e do Irã, de 1933 a 1964.
Bandeira do Estado e do Estado Imperial Iraniano utilizada entre 1964 e 5 de fevereiro de 1979.
Bandeira do governo provisório do Irã desde 5 de fevereiro de 1979 até 11 de fevereiro de 1979.
Primeira bandeira da República Islâmica, também usada sob governo do Conselho Revolucionário de 11 de fevereiro de 1979 a 29 de julho de 1980 por conta da renúncia do governo provisório.